# 维莱勒塞克
维莱勒塞克（法語：Villers-le-Sec，法語發音：[vilɛʁ lə sɛk]）是法国上索恩省的一个市镇，属于沃苏勒区。

## 地理
维莱勒塞克（47°35'57"N, 6°13'11"E）面积11.11 平方千米，位于法国勃艮第-弗朗什-孔泰大區上索恩省，该省份为法国东部内陆省份，北起顺时针与孚日省、贝尔福地区省、杜省、汝拉省、科多尔省和上马恩省接壤。
与维莱勒塞克接壤的市镇（或旧市镇、城区）包括：科隆布莱沃苏勒、利诺特河畔当皮埃尔、讷雷莱拉德米、诺鲁瓦堡、坎塞。

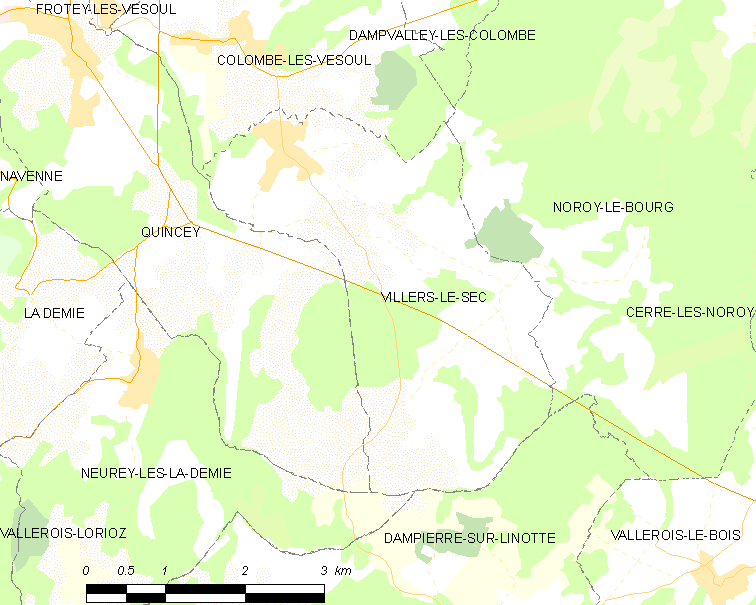
维莱勒塞克的OSM定位图

维莱勒塞克的时区为UTC+01:00、UTC+02:00（夏令时）。

## 行政
维莱勒塞克的邮政编码为70000，INSEE市镇编码为70563。

## 政治
维莱勒塞克所属的省级选区为维莱塞克塞勒县。

## 人口

1962-2008年间维莱勒塞克人口变化图示

维莱勒塞克于2022年1月1日时的人口数量为522人。